# Plastomery
Plastomery – polimery, które poddane odkształceniu, w zależności od temperatury, zachowują nadany im kształt a ich wydłużenie nie przekracza 100%. Z uwagi na odkształcalność związana z wysokością temperatury, dzielą się na termoplastyczne i utwardzalne.

Plastomery termoplastyczne (termoplasty) polimery o budowie liniowej lub nierozgałęzionej (nieusieciowane), które pod wpływem ogrzewania miękną a po ostudzeniu powtórnie twardnieją. Jest to proces odwracalny i powtarzalny.
Plastomery termoutwardzalne (duroplasty) dzielą się na polimery termo i chemoutwardzalne o budowie usieciowanej, nietopliwe i nierozpuszczalne; poddane odkształceniu w danej temperaturze zachowują nieodwracalnie swój kształt.

## Termoplasty
Plastomery termoplastyczne (termoplasty) polimery o budowie liniowej lub nierozgałęzionej (nieusieciowane), które pod wpływem ogrzewania miękną a po ostudzeniu powtórnie twardnieją. Jest to proces odwracalny i powtarzalny.

### Zastosowanie termoplastów
1. - Produkcja włókien syntetycznych (polipropylen, polietylen)
  - Folie, płyty, rury (polichlorek winylu)
  - Dodatek uszlachetniający do smarów i klejów (poliizobutylen)
  - Nakrętki, tuby, materiały piankowe (polistyren)
  - Dyspersyjne roztwory, mieszanki do powlekania (polioctan winylu)

### Właściwości betonu modyfikowanego termoplastami
1. - Podwyższenie wytrzymałości na zginanie
  - Redukcja skurczu
  - Odporność korozyjna i chemiczna
  - Żywice syntetyczne bardzo dobrze wiążą się z cementem

## Duroplasty
Są to plastomery termoutwardzalne, które dzielą się na polimery termo i chemoutwardzalne o budowie usieciowanej, nietopliwe i nierozpuszczalne
Poddane odkształceniu w danej temperaturze zachowują nieodwracalnie swój kształt.

### Najczęściej spotykane tworzywa termoutwardzalne
1. - Nienasycony poliester (UP)
  - Żywica epoksydowa (EP)
  - Żywica fenolowo-formaldehydowa (PF)

### Zastosowanie i właściwości tworzyw termoutwardzalnych
1. - Nienasycone poliestry są stosowane do produkcji, odlewów elektronicznych, zalewanie urządzeń elektronicznych.
  - Żywice epoksydowe znajdują zastosowanie do posadzek żywicznych, wytwarzania klejów, kitów i szpachlówek do metali, lakiery o dużej odporności na czynniki agresywne.
  - Żywice fenolowo-formaldehydowe znajdują zastosowanie w produkcji: wełny mineralnej, materiałów ogniotrwałych, materiałów ciernych

## Porównanie termoplastów i duroplastów
1. - Polimery termoplastyczne uplastyczniają się podczas ogrzewania i po ochłodzeniu powracają do pierwotnego stanu. Proces ten można wielokrotnie powtarzać.
  - Duroplasty po odkształceniu nie dają się ponownie uplastyczniać.